# جيم ريد
جيم ريد (3 أغسطس 1945 - ) (بالإنجليزية: Jim Reid)‏ هو لاعب كرة سلة أمريكي في مركز هجوم صغير الجسم. لعب مع فيلادلفيا سفنتي سيكسرز.

## وصلات خارجية
- جيم ريد على موقع إن بي أي (الإنجليزية)
- جيم ريد على موقع سبورتس رفرنس (الإنجليزية)
- جيم ريد على موقع ريلجم (الإنجليزية)
- جيم ريد على موقع بروبوليرز (الإنجليزية)